# Adelheid Praher
Adelheid Praher (* 16. Oktober 1933 in St. Pölten) ist eine ehemalige österreichische Politikerin (SPÖ) und Magistratsangestellte. Praher war zwischen 1982 und 1992 Abgeordnete zum Österreichischen Nationalrat.
Praher besuchte nach der Pflichtschule die Bundeshandelsschule in St. Pölten und trat 1949 in den Dienst des Magistrats der Stadt St. Pölten. Zwischen 1960 und 1965 unterbrach sie ihre Tätigkeit am Magistrat und war als Hausfrau tätig. Danach war sie von 1965 bis 1975 in Teilzeit beschäftigt und wurde 1967 Referentin für das Schul- und Kindergartenwesen des Magistrats St. Pölten.
Praher wurde 1954 in der SPÖ aktiv und hatte zwischen 1975 und 1982 die Funktion der Gemeinderätin und Stadträtin in St. Pölten inne, 1972 wurde sie Mitglied des Landesparteivorstandes der SPÖ Niederösterreich. Daneben war sie ab 1973 Vorsitzende des Bezirks-Frauenkomitees der SPÖ St. Pölten und ab 1982 Obmann-Stellvertreterin der SPÖ St. Pölten. 1987 wurde sie Mitglied des SPÖ-Bundesparteivorstandes. Sie vertrat die SPÖ vom 1. Oktober 1982 bis zum 30. November 1992 im Nationalrat, wo ihr Heidemaria Onodi folgte.